# 图夜蛾属
图夜蛾属（学名：Chrysograpta）是裳蛾科下的一个属。

## 下属物种
本属包括以下物种：
- 金图夜蛾 Chrysograpta igneola (Swinhoe, 1890)[2]